# 排碧乡
排碧乡，是中华人民共和国湖南省湘西土家族苗族自治州花垣县下辖的一个乡镇级行政单位。

## 行政区划
排碧乡下辖以下地区：
岩罗村、双龙村、排碧村、四新村、板栗寨村、毛坪村、小洞冲村、红英村、马鞍村、十八洞村和张刀村。

## 中国传统村落
2012年，板栗村被评为首批“中国传统村落”。